# فرناند بينييه
فرناند بينييه (بالإنجليزية: Fernand Besnier)‏ ولد بتاريخ 27 مارس 1894 في فرنسا، وتوفي في 7 فبراير 1977، كان دراج فرنسي.

## روابط خارجية
- فرناند بينييه على موقع أرشيف الدراجات (الإنجليزية)
- فرناند بينييه على موقع إحصائيات الدراجات الإحترافية (الإنجليزية)